# Cantó de Mortagne-sur-Sèvre
El cantó de Mortagne-sur-Sèvre és un cantó francès del departament de la Vendée, situat al districte de La Roche-sur-Yon. Té 12 municipis i el cap es Mortagne-sur-Sèvre.

## Municipis
- Chambretaud
- La Gaubretière
- Les Landes-Genusson
- Mallièvre
- Mortagne-sur-Sèvre
- Saint-Aubin-des-Ormeaux
- Saint-Laurent-sur-Sèvre
- Saint-Malô-du-Bois
- Saint-Martin-des-Tilleuls
- Tiffauges
- Treize-Vents
- La Verrie

## Història
| Data d'elecció                           | Identitat        | Partit                                               | Qualitat |
| ---------------------------------------- | ---------------- | ---------------------------------------------------- | -------- |
| 1951-19..                                | Rémy René-Bazin  | Divers droite                                        |          |
| 19..-1976                                | M. Landreau      | UDR                                                  |          |
| 1976-1988                                | Gérard Brosset   | Divers droite, després RPR                           |          |
| 1988-                                    | Bruno Retailleau | UDF, després MPF, després divers droite, després UMP |          |
| les dades anteriors no són pas conegudes |                  |                                                      |          |
|                                          |                  |                                                      |          |

| A partir de 1990: Població sense dobles comptes |